# Georges Paléologue de Bissipat
Georges Paléologue de Bissipat, ou Georges de Bissipat, parfois Georges de Dissipat, et dit aussi Georges le Grec (mort en 1496), est un marin d'origine grecque byzantine entré au service des rois de France Charles VII, Louis XI et Charles VIII quelque temps après la prise de Constantinople par les Turcs en 1453.

## Éléments biographiques
Son véritable nom grec était Georgios Palaiologos Dishypatos, ce dernier mot, qui signifie littéralement « deux fois consul », étant un titre de dignitaires byzantins attesté entre le VIIIe  et le XIe siècle et devenu ensuite un nom de famille. Quant au nom « Paléologue », il correspond à l'usage byzantin de placer avant son propre nom de famille celui de familles plus illustres auxquelles on se glorifiait d'être apparenté.
Il apparaît pour la première fois, en France, dans un document daté du 24 avril 1460 : « Messire Georges le Grec, chevalier, conseiller et chambellan du Roy et vicomte de Falaise ». Parmi ses lieutenants figurait Fralin Vauquelin, connu entre autres par l'épitaphe de son fils Jean, qui est conservée au château des Yveteaux (acquis par Fralin en 1475), et qui est ainsi libellée : « Ci gît le très noble Jean Vauquelin, fils de Fralin, écuyer, seigneur des Yveteaux, lieutenant de la ville et vicomte de Falaise, sous très illustre Georges Paléologue, issu des empereurs de Byzance, qui se réfugia en France après la prise de Constantinople par les Turcs, et fut nommé par le roi gouverneur de Falaise ». La date du 24 avril 1460 est très douteuse. Bissipat a été nommé vicomte de Falaise par lettres du 19.04.1473 (Chambre des comptes, registre du greffe n° 16.041). Il a bénéficié de lettres (Amboise) en date du 14.05.1473 l'habilitant à exercer bien  qu'étranger (Ch. des comptes même référence) et il a été installé par le bailli de Caen le 5 juin suivant (Voir Bertrand Pâris, Mémoriaux de la Chambre des comptes de Normandie). 
Il fut un temps installé à Bordeaux. Pour le récompenser « des services rendus dans les guerres », le roi Louis XI lui accorda, par lettres patentes du 26 juillet 1473, « un hôtel seigneurial, situé dans la ville de Bordeaux, près du château de Lombrières », lequel était alors le siège du Parlement de Guyenne, fondé en 1462. Mais ses fonctions terrestres se concentrèrent surtout en Normandie : il est signalé comme capitaine de Touques en 1470, 1477 et 1490 ; le 1er novembre 1474, il est nommé par le roi capitaine de Lisieux et d'Orbec, autorisé par lettres royaux du 30 novembre suivant à prendre ses gages sur les revenus de la vicomté d'Auge. En 1475, il est « capitaine de la nef du roi ».
En novembre 1477, il est naturalisé français : « Nous avons receue l'umble supplication de nostre amé et feal conseillier et chambellan, Georges de Bicipat dit le Grec, chevalier, natif du pays de Grèce, capitaine de nostre grant nef et de nostre ville et chastel de Touque, contenant que dès pieça ledit suppliant desirant nous servir s'en est venu en nostre royaume, auquel il a jà acquis des biens, et l'avons retenu en nostre service ; et à ceste cause et pour les grans biens et honneurs qu'il a trouvez et congneux estre en icellui nostre royaume, et desjà a euz en nostre service, est deliberé de faire residence toute sa vie en icellui nostre royaume et acquerir plus largement des biens [...] avons, de grace special, pleine puissance et auctorité royal, donné et octroyé, et par ces presentes donnons et octroyons, congié et licence d'acquerir et faire acquerir pour lui et en son nom [...] tant et telz biens meubles et heritage qui lui plaira et que licitement faire le pourra [...] ».
C'est en ce même automne 1477 qu'il fut chargé d'une mission de confiance : au lendemain de la bataille de Toro, le roi Alphonse V de Portugal se rendit à Tours auprès de son allié Louis XI, puis fit une tournée de pèlerinages avec le bailli d'Évreux pour l'escorter, et poussa jusqu'à  Nancy pour rencontrer son cousin Charles le Téméraire (mais celui-ci mourut au siège de cette ville le 5 janvier 1477) ; ensuite il revint en France où il séjourna plusieurs mois, mais en vint à soupçonner Louis XI de vouloir le livrer traîtreusement aux Castillans. Si bien qu'il finit par s'enfuir clandestinement de la cour de France à la faveur d'un déguisement : « et en allant en cet habit dissimulé, il fut pris par un appelé Robinet Le Bœuf, qui estoit de Normandie. Le roy nostre sire fut marry et eut quelque honte de ce cas. Parquoy fit armer plusieurs navires de ceste coste de Normandie, dont messire Georges le Grec eut la charge qu'il le meneroit en Portugal ; ce qu'il entreprit de faire ». Cette navigation eut lieu début novembre 1477.
Le 9 avril 1478, comme il n'était plus capitaine de Lisieux et ne jouissait plus des revenus de la vicomté d'Auge, le roi lui accorda une compensation : « la somme de huit cent livres tournois, à icelle avoir et prendre doresnavant par chacun an, tant qu'il nous plaira, des deniers du revenu, prouffit et emolument de nostre forest de Brotonne, en la vicomté de Pont-Audemer ». Ces lettres précisent le service que Bissipat rendait au roi sur mer : « en ayant regard aux grans frais et despens qu'il lui a convenu et convient faire chacun jour pour nostre service, mesmement à l'entretenement d'un grand navire appellé la Normande, autrement dicte la Signe, lequel de nostre vouloir et commandement il a achatté pour nous servir sur mer, où fait de la guerre, en quoi il a frayé et despendu grans sommes de deniers ».
Bissipat se livrait en fait à une activité de « corsaire » au service du roi de France avec un marin gascon, Guillaume de Casenove, dit Coullon († 1483). L'action la plus retentissante de ce dernier fut l'attaque, le 13 août 1476, de quatre galéasses génoises et d'une bourque flamande au large du cap Saint-Vincent, et Bissipat était peut-être de la partie. De 1478 à 1480, le comté de Flandre étant passé sous le gouvernement de l'archiduc Maximilien de Habsbourg (par son mariage avec Marie de Bourgogne), Coullon et Bissipat menèrent des opérations navales contre les Flamands, leur barrant notamment le pas de Calais : d'après la Chronique scandaleuse, en 1480, les corsaires français se seraient emparés de quatre-vingts navires flamands. 
Peu avant la mort de Louis XI (qui intervint le 30 août 1483), il fut chargé d'une étrange mission : le roi avait eu vent qu'on trouvait dans une île de l'Océan située près de la côte africaine et appelée Cap-Vert de quoi guérir certaines maladies, à telle enseigne qu'un homme de Honfleur s'y était procuré des remèdes pour soigner sa lèpre ; or le souverain, souffrant dans sa vieillesse de quelque dermatose, pensait justement être atteint de la lèpre. Bissipat quitta donc Honfleur dans les premiers mois de 1483, avec deux bateaux et une barque jaugeant ensemble 700 à 800 tonnes, et trois cents soldats, à destination de l'archipel du Cap-Vert, et plus précisément de l'île de Maio, où, d'après les récits des voyageurs du temps, on soignait les lépreux en les trempant dans le sang de tortues géantes, puis en leur faisant manger leur chair. Le roi mourut de toute façon avant le retour de l'expédition.
Le 1er août 1485, Bissipat commandait la flottille française de sept navires qui débarqua le prétendant anglais Henri Tudor (soutenu par la régente Anne de Beaujeu) sur la côte du Pembrokeshire. Trois semaines plus tard, le 21 août, il réalisa avec cette même escadre une action d'éclat au large du cap Saint-Vincent : il s'empara de quatre galères vénitiennes. Les sources vénitiennes contemporaines, qui le qualifient d'« archipirate », l'identifient curieusement comme « Colombo le Jeune, neveu (ou fils) de l'illustre pirate Colombo ». Ce dernier n'est autre que Guillaume de Casenove, alias Coullon, lequel eut un fils ou neveu appelé Jean de Casenove qui fut aussi marin. Mais les documents du sénat de Venise, qui évoluent au fil d'une enquête menée, ne laissent pas de doute sur l'identité du corsaire responsable de l'opération d'août 1485 : une délibération secrète du 18 septembre 1485 parle confusément de deux hommes, « le fils de Colombo et Jean le Grec » ; une autre du 2 décembre suivant (et une dépêche envoyée à l'ambassadeur en France), mieux informées, évoquent « le fils de Colombo et Georges le Grec » ; le 20 avril 1486, après avoir reçu des informations de l'ambassadeur, le sénat, dans sa réponse, ne parle plus que d'un homme, « Georges le Grec » (« Giorgio Greco »). Ce coup d'éclat donna lieu à d'intenses tractations diplomatiques (le butin était de 200 000 ducats, et les Vénitiens menaçaient la France de graves représailles) ; finalement, Anne de Beaujeu accepta de verser 30 000 ducats de dédommagement à la République. 
Georges de Bissipat fit un premier mariage non connu dont il eut au moins deux fils, Jean (mort le 20 janvier 1488 n. st.) et Charles. En 1478, il se remaria avec Marguerite de Poix, fille de Jean de Poix et sœur de Rogues de Poix, qui était alors vicomte de Pont-Authou et de Pont-Audemer (de la vieille famille d'origine picarde Tyrel de Poix), conseiller et maître d'hôtel du roi. Par ce second mariage, il obtint la seigneurie de Troissereux, dans le Beauvaisis (que Marguerite de Poix avait héritée de sa mère Jeanne de Guehengnies). D'autre part, le couple fit l'acquisition en 1480 du fief (vicomté) d'Hannaches, dans la même région (qui appartenait aussi à la famille de Guehengnies, mais il fallut  racheter les parts de Jacqueline et Marguerite, sœurs de Jeanne), et fit construire le château d'Hannaches actuel. Georges de Bissipat devint aussi seigneur de Blicourt et des Mazis (un fief sur la paroisse de Saint-Omer-en-Chaussée), intégrant ainsi la noblesse du Beauvaisis. Sa résidence principale fut le château d'Hannaches, et c'est dans l'église de cette paroisse que fut installée la sépulture de famille. Il eut de son second mariage deux fils, Georges II et Guillaume, et une fille, Antoinette.

## Légende
Dans son Historia del Almirante (son livre quelque peu hagiographique sur son père Christophe Colomb), Fernand Colomb, citant entre autres une phrase extraite d'une lettre écrite par l'intéressé (« Io non sono il primo ammiraglio della mia famiglia »), affirme que le découvreur de l'Amérique était apparenté aux corsaires « Colomb l'Ancien » (c'est-à-dire en fait Guillaume de Casenove) et « Colomb le Jeune » (désignation dans laquelle on a donc apparemment confondu Jean de Casenove, fils ou neveu de Guillaume, personnage d'ailleurs fort peu connu, et Georges de Bissipat, qui écuma les mers pendant des années aux côtés de « Coullon »). Cette légende est reprise notamment dans l'Historia de las Indias de Bartolomé de las Casas. Ces textes furent le point de départ d'une tradition de supputations sur les « origines illustres » de Christophe Colomb : Fernand Colomb prétend aussi, d'ailleurs, que la famille descendait d'un consul romain. L'identification de « Colomb le Jeune » avec Georges Paléologue de Bissipat a ouvert la voie à l'hypothèse que le célèbre navigateur était un prince byzantin. Henry Vignaud, notamment, a fait justice de ces légendes. 
Mais d'autre part, il faut rappeler que le frère cadet du découvreur de l'Amérique, Bartolomeo Colomb, fit un long séjour en France comme cartographe du roi Charles VIII et d'Anne de Beaujeu. Georges de Bissipat a certainement connu personnellement les deux frères Colomb.